# 경주 황복사지 삼층석탑
경주 황복사지 삼층석탑(慶州 皇福寺址 三層石塔)은 대한민국 경상북도 경주시 구황동에 있는 남북국 시대 신라의 삼층석탑이다. 대한민국의 국보 제37호이다.

## 역사
신라 효소왕이 그의 아버지 신문왕의 명복을 빌고자 세운 탑으로, 2단의 기단(基壇) 위에 3층의 탑신(塔身)을 갖췄다. 탑의 꼭대기에는 노반(露盤)만이 남아있다. 1943년 탑을 해체 수리하면서 2층 지붕돌 안에서 금동 사리함과 금동 불상 2구를 비롯하여 많은 유물을 발견하였는데, 그중 사리함 뚜껑 안쪽에 새겨진 명문 덕에 탑의 건립 경위를 정확히 알 수 있게 되었다. 함께 나온 불상은 금제여래좌상과 금제여래입상으로 각각 국보 제79호와 제80호로 지정되어 있다.

## 형태
2중기단 위에 3층의 탑신을 올린 모습이다. 기단에는 우주와 탱주를 모두 갖추었는데, 모두 2주씩이어서 감은사지 동·서 삼층석탑·경주 고선사지 삼층석탑·경주 나원리 오층석탑 등의 대형 탑에 비하여 하층 기단의 탱주 수가 하나 줄어든 것이다. 하층 기단은 지대석·중석·갑석을 각 8개씩 짜고, 상층 기단은 중석이 8개, 갑석을 4개로 덮어서 짜임새가 질서 정연하다. 탑신부는 각 층의 몸돌과 옥개석을 각각 한 개로 만들고, 몸돌에 우주가 있고, 옥개석 받침은 다섯 층을 두었다. 이후 이러한 양식이 한국 석탑의 기본이 되어 전형을 이루게 된다.

## 사진

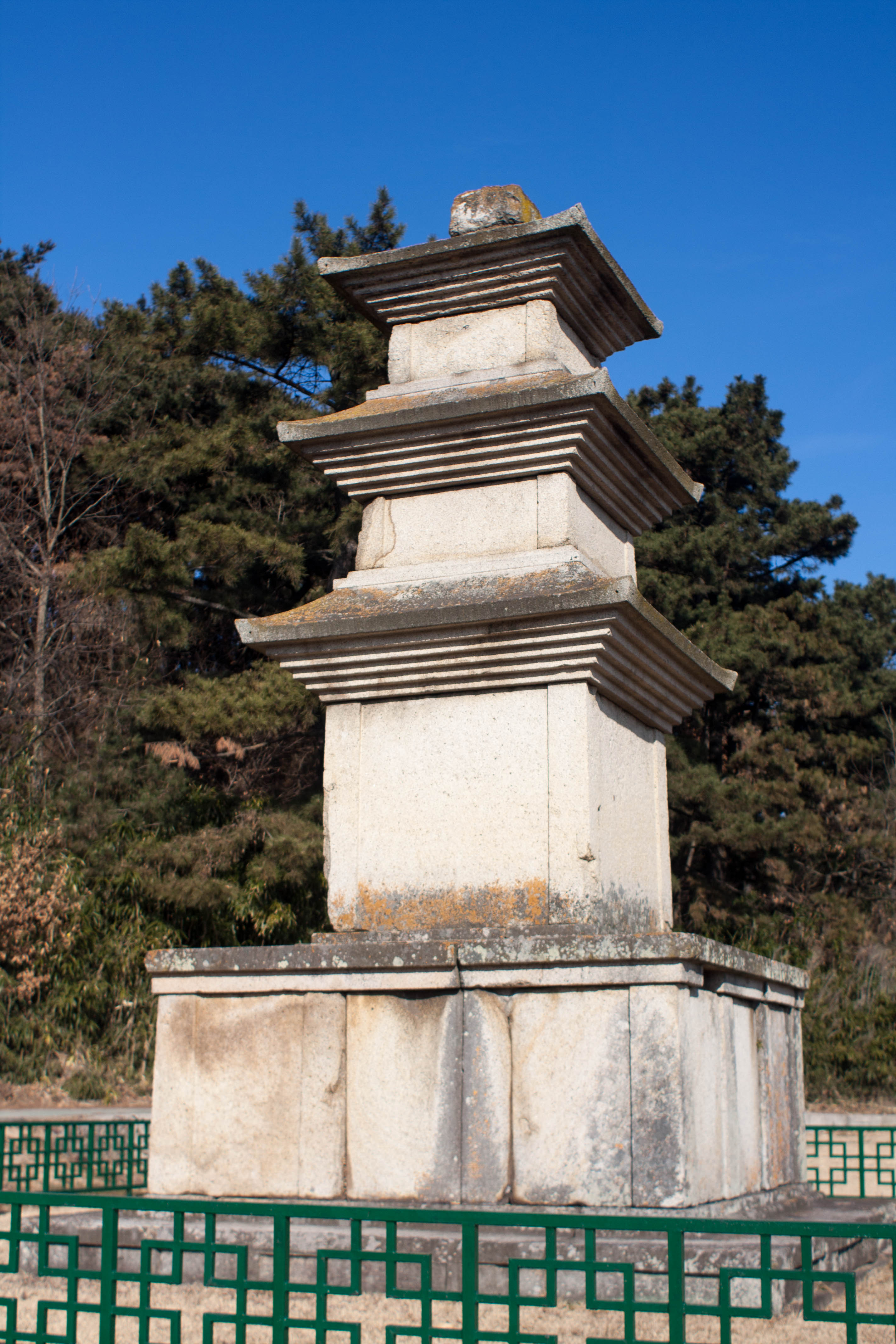
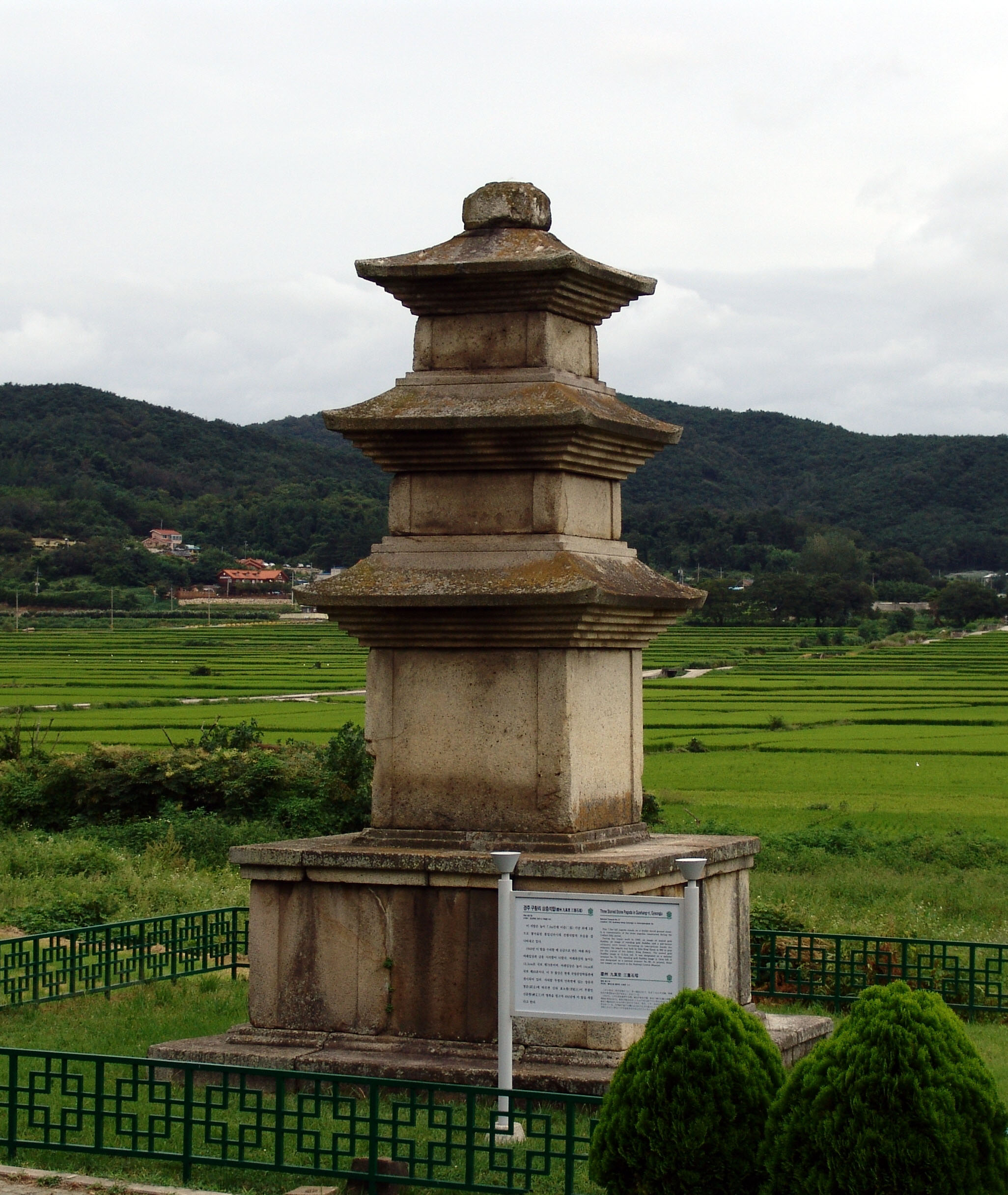